# 堀切ジャンクション

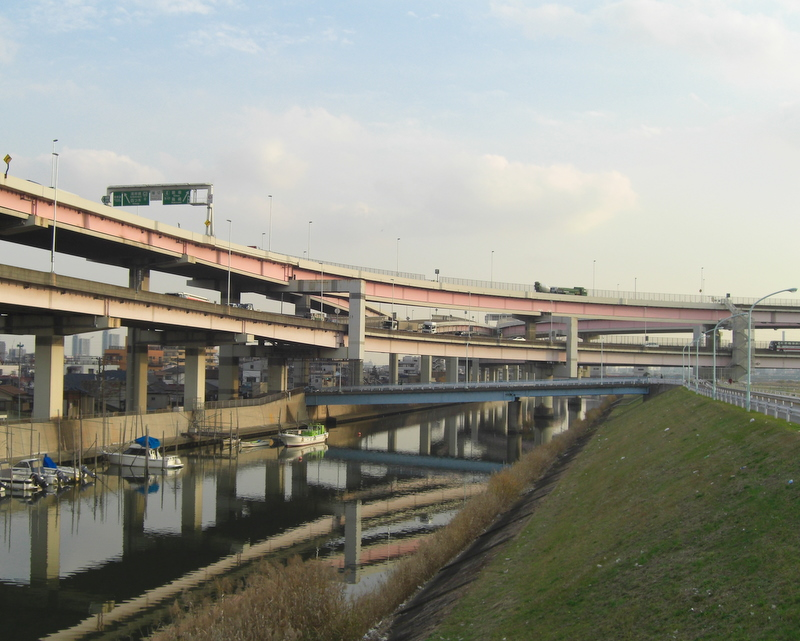
堀切ジャンクション

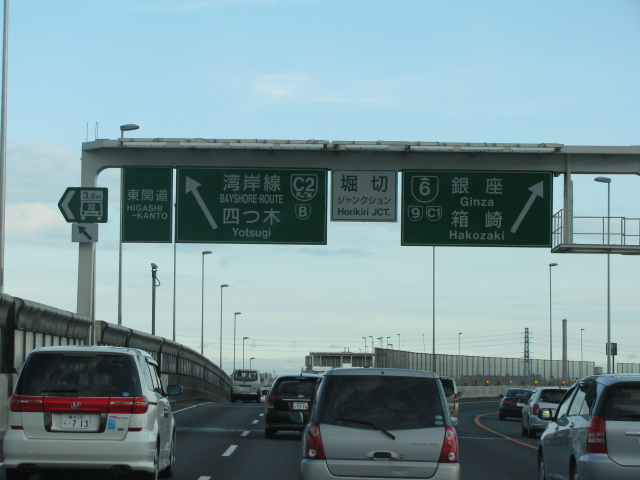
中央環状線小菅方面より

堀切ジャンクション（ほりきりジャンクション）は、東京都葛飾区堀切にある、首都高速道路の6号向島線と中央環状線を結ぶジャンクションである。

## 連絡している路線
- 首都高速6号向島線
- 首都高速中央環状線

## 隣

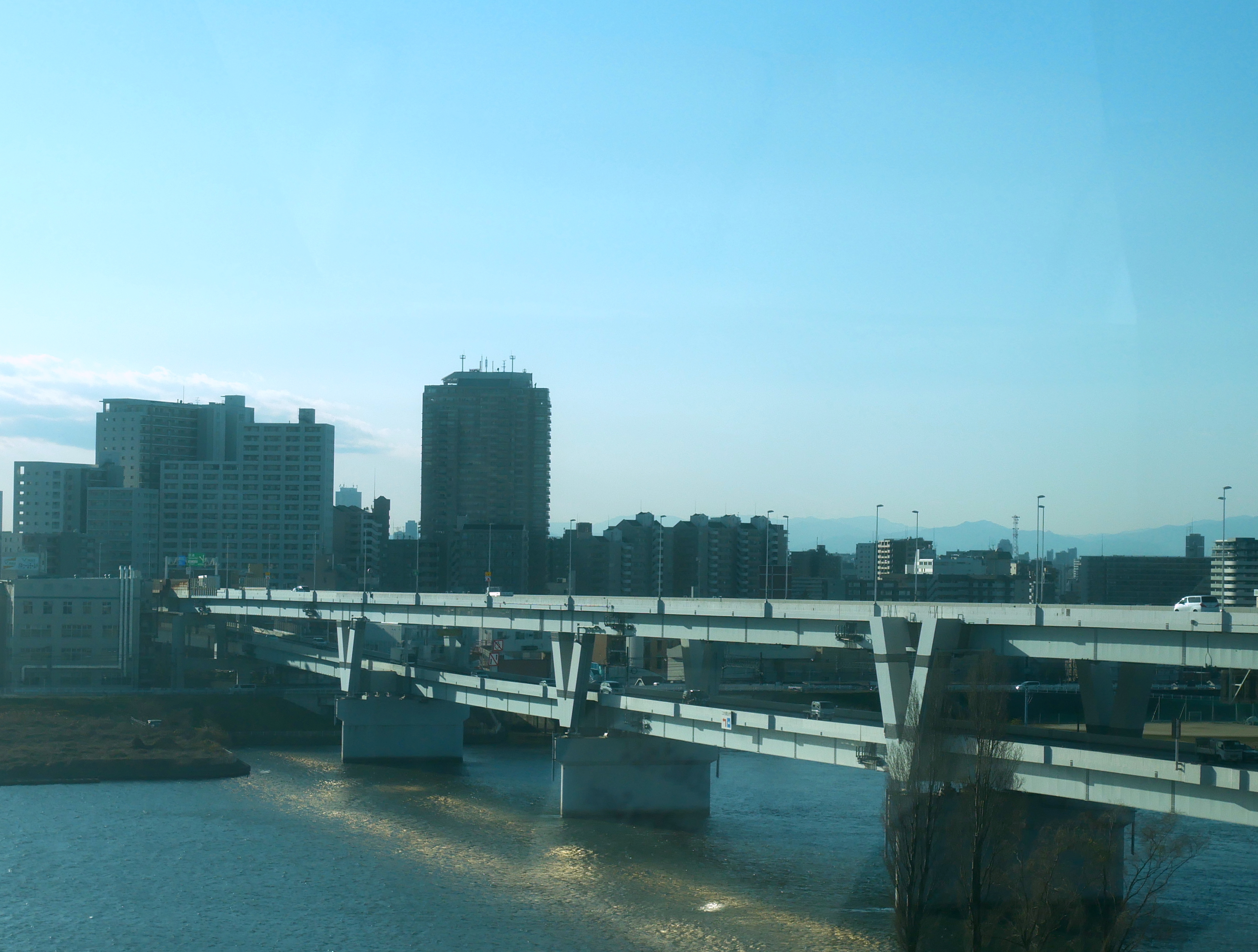
新荒川橋

首都高速6号向島線
(610)堤通出入口 - 堀切JCT
首都高速中央環状線
小菅JCT/(C40)小菅出入口 - 堀切JCT - (C41,C42)四つ木出入口

## 新荒川橋
堀切ジャンクションのすぐ西側に隣接する首都高速6号向島線が荒川を渡河する区間は新荒川橋（しんあらかわばし）と称されている。
荒川の河口から10.3 kmの地点に架かる橋長486.0メートル、幅員17.0メートルで、上層部が上り線（両国方面） 下層部が下り線として運用されている5径間の鋼単純合成桁・鋼箱桁を組み合わせた2層構造の橋である。左岸側は綾瀬川を渡河する堀切ジャンクションに接続され、右岸は墨田区墨田に至る。また、災害時に防災拠点等に緊急輸送を行なうための、東京都の特定緊急輸送道路に指定されている。橋は1974年架設で1982年3月30日開通。現在の管理は日本高速道路保有・債務返済機構である。